# Frontenac (metrostation)
Frontenac is een metrostation in het stadsdeel Ville-Marie van de Canadese stad Montréal. Het station werd geopend op 19 december 1966 en wordt bediend door de groene lijn van de metro van Montréal.